# Petrus Josephus van Gobbelschroy
Petrus Josephus van Gobbelschroy (Leuven, 26 november 1742 - Leuven, 28 september 1811) was een rooms-katholiek priester en theoloog. Hij was in 1793 rector van de Katholieke Universiteit Leuven.

## Levensloop
Petrus Josephus werd geboren als oudste kind van Petrus Martinus van Gobbelschroy en Anna Maria vander Buecken. Zijn vader was licentiaat in beide rechten (dus ook kerkelijk recht). Hij was de broer van de medicus Guilielmus Josephus van Gobbelschroy.
Hij werd priester gewijd in de kathedraal van Doornik. In 1782 werd hij subregent van de Lelieschool te Leuven. In 1793 werd hij dan even rector, om vervolgens in 1796 regent van het college De Lijn te worden.
Hij overleed in Leuven in 1811.